# Norwegian International 2010
Die Norwegian International 2010 im Badminton fanden vom 18. November bis zum 21. November 2010 in Oslo, Norwegen, statt. Das Preisgeld betrug 15.000 US-Dollar. Das Turnier hatte damit ein BWF-Level von 4A.

## Finalresultate
| Disziplin    | Sieger                              | Finalist                         | Ergebnis           |
| ------------ | ----------------------------------- | -------------------------------- | ------------------ |
| Herreneinzel | Hans-Kristian Vittinghus            | Henri Hurskainen                 | 21:16, 19:21, 21:8 |
| Dameneinzel  | Olga Konon                          | Larisa Griga                     | 21:17, 21:7        |
| Herrendoppel | Ingo Kindervater Johannes Schöttler | Marcus Ellis Peter Mills         | 21:17, 23:21       |
| Damendoppel  | Lotte Bruil Paulien van Dooremalen  | Sandra Marinello Birgit Overzier | 21:14, 21:15       |
| Mixed        | Michael Fuchs Birgit Overzier       | Evgeny Dremin Anastasia Russkikh | 23:20, 21:10       |